# Sophronica albomarmorata
Sophronica albomarmorata är en skalbaggsart som beskrevs av Stefan von Breuning 1955. Sophronica albomarmorata ingår i släktet Sophronica och familjen långhorningar. Inga underarter finns listade i Catalogue of Life.